# Alexandr Kvjatkovskij
Alexandr Alexandrovič Kvjatkovskij (rusky Александр Александрович Квятковский, 1852 Tomsk – 4. listopadujul./ 16. listopadu 1880greg. Petrohrad) byl ruský revolucionář a účastník pokusu o atentát na Alexandra II.
Narodil se v rodině šlechtice a majitele zlatých dolů. V 1870 začal podnikat revoluční aktivity v provincii Tula, poté působil v Povolží a ve Voroněži. Podílel se na přípravě atentátu na cara Alexandra II. z 2. dubna 1879, kdy se student Alexandr Solovjov pokusil cara zastřelit. V listopadu 1879 byl zatčen a s Presňakovem odsouzen k trestu smrti. Trest byl vykonán v listopadu 1880.